# L'Esprit Coubertin
 (avril 2024).
Si vous disposez d'ouvrages ou d'articles de référence ou si vous connaissez des sites web de qualité traitant du thème abordé ici, merci de compléter l'article en donnant les références utiles à sa vérifiabilité et en les liant à la section « Notes et références ».
Pour plus de détails, voir Fiche technique et Distribution.
L'Esprit Coubertin est une comédie française réalisée par Jérémie Sein et sortie en 2024.
Le film est présenté dans la sélection officielle du festival de l'Alpe d'Huez en 2024.

## Synopsis
Lors des Jeux olympiques, la délégation française enchaîne les fiascos. Tous les espoirs reposent sur Paul Bosquet, champion de tir mais aussi mal dans sa peau et asocial.

## Fiche technique
Sauf indication contraire, les informations mentionnées dans cette section peuvent être confirmées par la base de données cinématographiques Allociné,  présente dans la section « Liens externes ».
- Titre original : L'Esprit Coubertin
- Réalisation : Jérémie Sein
- Scénario : Jérémie Sein, Mathias Gavarry et Fanny Burdino
- Musique : Pierre Desprats
- Décors : Damien Rondeau
- Costumes : Marité Coutard
- Photographie : Mathieu Gaudet
- Son : Maxime Roy
- Montage : Baptiste Ribrault
- Production : Caroline Bonmarchand
- Sociétés de production : Avenue B Productions
- Société de distribution : BAC Films
- Budget : 2,5 millions d'euros
- Pays de production :  France
- Langue originale : français
- Format : couleur — 2,35:1
- Genre : comédie
- Durée : 78 minutes
- Dates de sortie :
  - France : 19 janvier 2024 (festival de l'Alpe d'Huez)
  - France : 8 mai 2024

## Distribution
Sauf indication contraire, les informations mentionnées dans cette section peuvent être confirmées par la base de données cinématographiques Allociné,  présente dans la section « Liens externes ».
- Benjamin Voisin : Paul Bosquet
- Emmanuelle Bercot : Sonia, sa coach
- Rivaldo Pawawi : Jacob Taufa
- Laura Felpin : Marie-Aude
- Grégoire Ludig : Lionel
- Aure Atika : la ministre
- Suzy Bemba : Laure, l'intervieweuse
- Chloé Lecerf : Marina
- Kevin Garnichat : Matéo
- Hee Jun Kim : Chul Moo
- Garance Bocobza : Adèle Cassano
- Mazarine Ford : l'américaine
- Lottie Andersen : la hollandaise
- Suzanne de Baecque : la suissesse
- Marie Rosselet-Ruiz : Hélène à l'accueil
- Axel Mandron : le coach de rugby
- Paul Delbreil : le conseiller de la ministre
- Augustin Shackelpopoulos : le consultant
- Sacha Béhar : le journaliste
- Laurie Ravaux : la petite dame à cheval
- Marc Voisin : le père de Paul
- Benjamin Guillard : le médecin
- Armelle Marcadé : la journaliste belge
- Ambre Dubrulle : Soraya
- Jonas Bachan : le tennisman
- Sylvain Baumann (non crédité) : le banlieusard métro

## Production
Jérémie Sein pensait d'abord à réaliser un film qui prendrait place lors des Jeux olympiques de 2028 organisés au Qatar.
L'attribution à Paris pour les olympiades de 2024 change le scénario. Dû aux retards provoqués par la pandémie de coronavirus, le film devait initialement sortir bien avant les Jeux. Il est dans les salles 79 jours avant l'événement.
Du fait que les symboles olympiques sont des marques déposées, les événements ne sont pas mentionnées et les anneaux olympiques sont disposés en forme de phallus.
Sein s'inspire d'anecdotes de sa carrière professionnelle, il fut 15 ans technicien au service des sports de Canal+, et de son père, ancien journaliste sportif à Sud Ouest.